# 분례기 (드라마)
《분례기》는 1992년 1월 20일 ~ 1992년 3월 10일까지 방영된 SBS 월화 드라마이며 가족 시청 시간대인 밤 8시 50분에 방영하여 외설적 대사와 행위를 거르지 않고 내보내 방송의 품위를 크게 손상시켜 1992년 2월 15일 방송위원회로부터 사과명령 조치를 받았으며 이로 인해 뒷날 SBS 화제작으로 재방영될 당시 문제장면들을 손본 후 내보냈다.

## 등장 인물
- 신영진 : 똥례
- 이동진 : 조영철
- 윤문식 : 석 서방
- 윤여정 : 똥례 모
- 여운계
- 나문희
- 김인문
- 최낙천
- 장항선
- 석금성 : 호랑할매
- 양금석 : 명화
- 조용태 : 철봉
- 공호석 : 용팔
- 권복순 : 병춘
- 권소정 : 조동평